# Semiothisa maculicosta
Semiothisa maculicosta är en fjärilsart som beskrevs av Paul Dognin 1924. Semiothisa maculicosta ingår i släktet Semiothisa och familjen mätare. Inga underarter finns listade i Catalogue of Life.